# Chiesa di San Paolo (Verona)
La chiesa di San Paolo, conosciuta anche con il nome di chiesa di San Paolo in Campo Marzio ma più correttamente chiesa di Conversione di San Paolo, è un luogo di culto cattolico che sorge nel quartiere di Veronetta a Verona; si tratta di una chiesa parrocchiale facente parte del vicariato di Verona Centro nell'omonima diocesi.

## Storia
Una chiesetta romanica, che inizialmente era soggetta alla giurisdizione dei Canonici della Cattedrale di Verona, venne edificata nell'XI secolo e dedicata ai Santi Pietro e Paolo, ma già sul finire del secolo successivo venne ampliata, come descritto in una lapide che era presente sull'architrave del portale d'accesso (andato perduto): «Nell'anno 1188, nel sereno mese di aprile, essendo vescovo Riprando e parroco Rainaldo, si cominciò a costruire e a riedificare il tempio che vedi». Di nuovo nel 1289 si svolsero lavori importanti, di cui il più dispendioso portò alla costruzione del campanile.

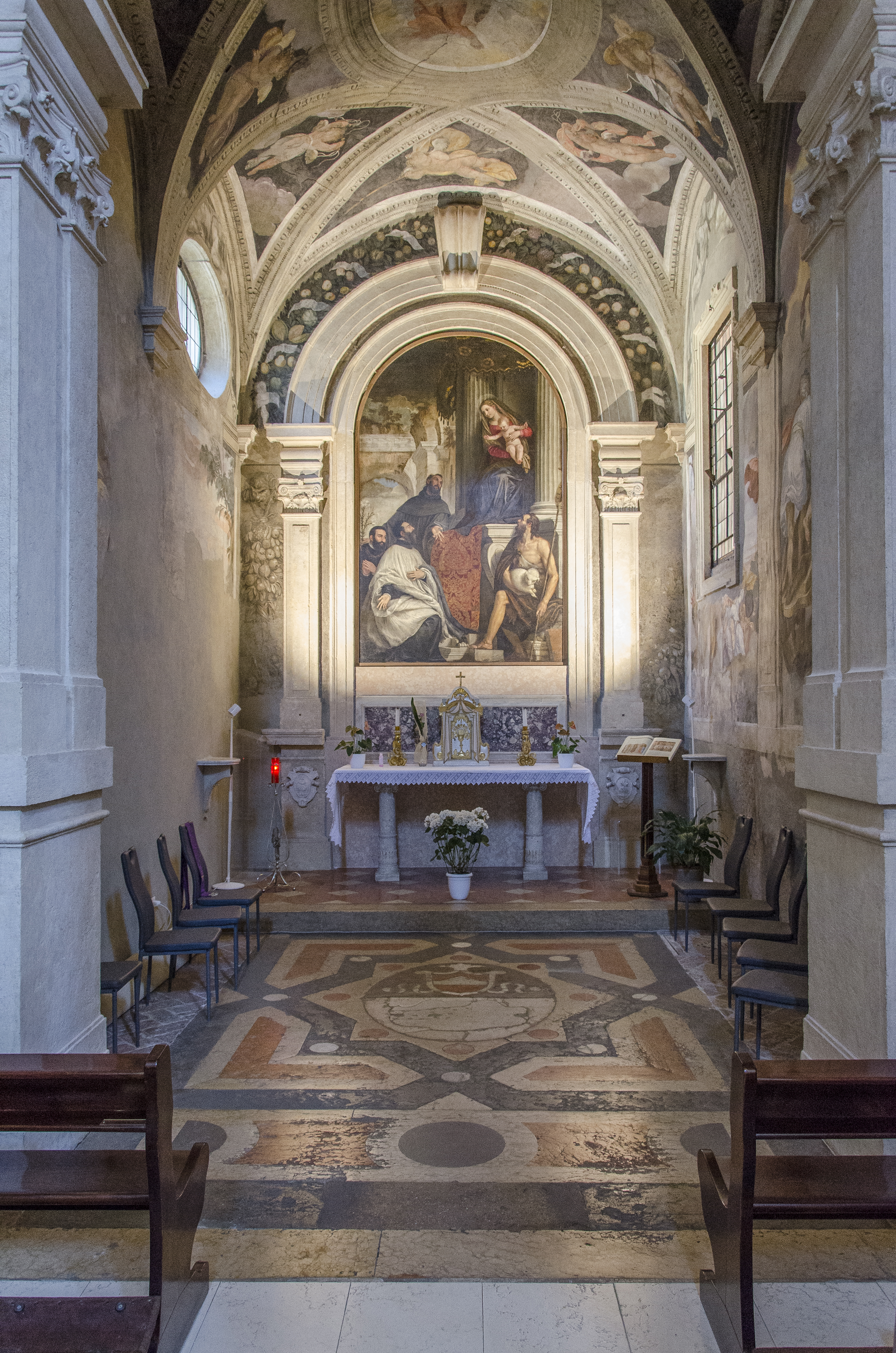
La cappella Marogna, caratterizzata dagli affreschi di Paolo Farinati e dalla pala d'altare del Veronese

All'inizio del XVI secolo venne realizzata la pregevole cappella rinascimentale commissionata dalla famiglia Marogna che affidò l'esecuzione degli affreschi a Paolo Farinati e della pala d'altare al Veronese. Nel XVIII secolo vi fu però la trasformazione principale, quando tra il 1740 e il 1768 la chiesa venne ristrutturata su progetto dell'architetto Alessandro Pompei, che le fece assumere forme neoclassiche.
L'8 marzo 1945, durante un bombardamento aereo della seconda guerra mondiale, l'edificio chiesastico venne quasi completamente distrutto: sopravvissero all'evento solo la facciata, una parte della parete destra e la zona dell'abside. Nel 1948 venne ricostruita con le forme precedenti grazie all'intervento del Genio Civile e il 24 aprile riaperta al culto.

## Descrizione

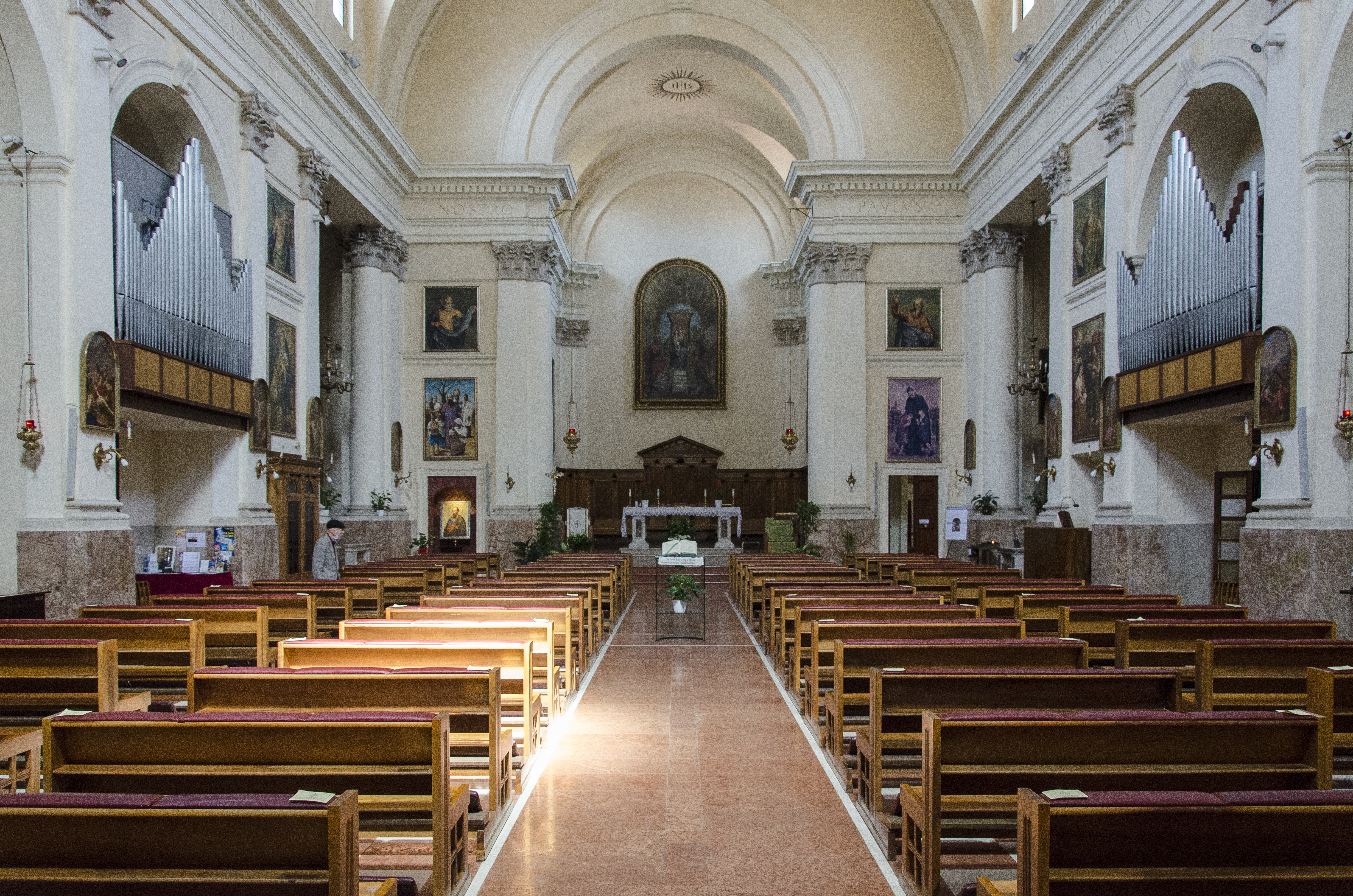
L'interno della chiesa

La facciata a capanna della chiesa si presenta in stile neoclassico e suddivisa in due fasce orizzontali da una massiccia trabeazione. La fascia inferiore è scandita da sei paraste ioniche che poggiano sul basamento lapideo, mentre la fascia superiore presenta quattro paraste corinzie che reggono la trabeazione e il frontone dentati. Nella fascia inferiore si trova il portale d'ingresso, sormontato da un piccolo timpano, mentre in quella superiore si trovano al centro una grande finestra che illumina lo spazio interno e ai lati due nicchie, ove si trovavano un tempo le statue dei santi Pietro e Paolo, opera dello scultore Giovanni Angelo Finali.
Proprio al lato della facciata si innalza il campanile a pianta quadrata, alto all'incirca venti metri ma piuttosto tozzo. L'unico elemento di spicco è la cella campanaria, in quanto il fusto è intonacato come il resto della chiesa: la cella è delimitata in basso da una fascia in pietra e in alto da una cornice, sempre in pietra, modanata, tra le quali si aprono quattro finestre bifore, una per ogni lato.

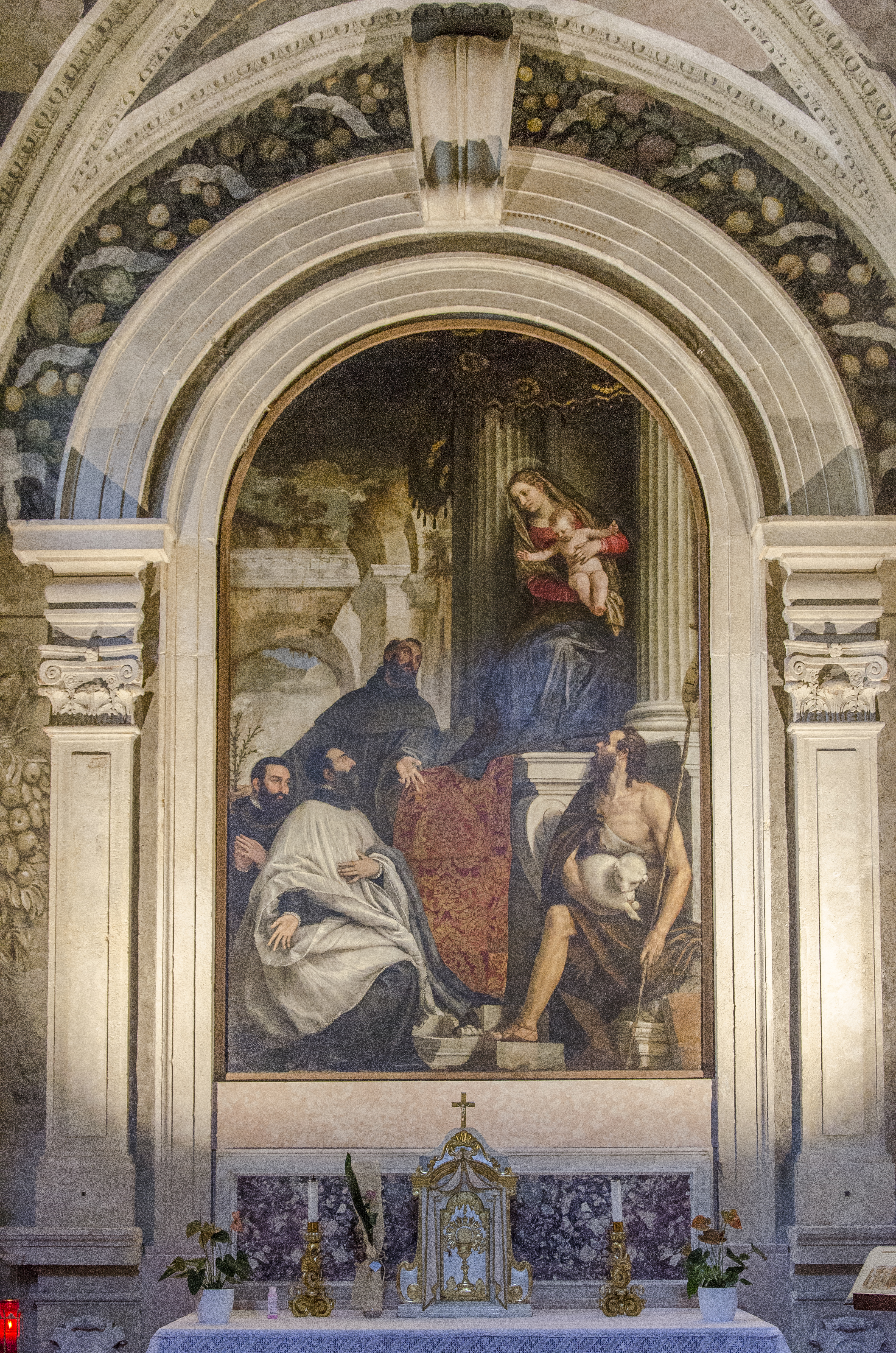
Madonna, il Battista e Sant'Antonio da Padova che presenta i due donatori Marogna di Paolo Veronese nella cappella Marogna

La chiesa è caratterizza da un'aula rettangolare a navata unica, con presbiterio rialzato di tre gradini rispetto al resto dello spazio. Lungo le pareti laterali si aprono ben dieci cappelle, cinque per ogni lato, di cui le maggiori si trovano in prossimità del presbiterio: la cappella Giusti, a sinistra, e la cappella Marogna, sulla destra. Oltre che dalle cappelle cui si accede tramite archi a tutto sesto, queste pareti sono scandite da paraste corinzie, su cui si poggia la trabeazione sommitale. L'aula e il presbiterio hanno coperture in incannucciato a volta a botte costolonate e unghiate in corrispondenza delle aperture.
Elemento di grande valore è la cappella rinascimentale della famiglia Marogna, cui si accede tramite un vestibolo rettangolare e il cui ingresso è segnato da una balaustra e da due colonne corinzie. Il monumentale ingresso è previsto tramite un arco trionfale in pietra tenera, mentre lo spazio della cappella si sviluppa su due campate voltate. Sulla parete di fondo si trova la pala detta "argentea" poiché giocata sui toni del grigio (ma anche del bruno), opera del noto artista Paolo Caliari, più famoso come il "Veronese": la tela, dipinta nel 1565, rappresenta la Madonna, il Battista e Sant'Antonio da Padova che presenta i due donatori Marogna. Gli affreschi delle volte e delle pareti furono invece eseguiti da Paolo Farinati nel 1569, con richiami o comunque influenze da parte delle opere di Michelangelo e del Parmigianino.
A terminare la chiesa, infine, posto sul fondale dell'abside piatto, si trova una pala di Giovanni Caroto, datata e firmata con un «MDXIII Joannes», rappresentante la Madonna in trono col Bambino sulle ginocchia e ai lati i Santi Pietro e Paolo. Le figure sono sistemate sotto un porticato rinascimentale dotato di un'accentuata prospettiva.